# Santiago Otheguy
Santiago Otheguy est un réalisateur né le 29 janvier 1973 à Buenos Aires.
Venu à Paris, il y étudie de 1992 à 1995 la musique (composition, orchestration) ainsi que l’histoire de l’art à la Sorbonne, avant de se consacrer à l’étude du cinéma dans cette même université de 1995 à 1999. En 1996 il a réalisé le spot Enfants témoins de la violence conjugale, suivi en 1999 par le court-métrage Naima en 1999.
Son premier film est l'épisode La rampe avec Claude Jade dans l'omnibus Scénarios sur la drogue (2000). Santiago Otheguy déclare son choix de la vedette : Je voulais que mon personnage ne soit pas assimilé d'emblée à son problème de dépendance. Je voulais qu'il garde une dignité et une douceur. Tout dans ce film reposait sur l'expression physique du comédien. Nous avons pensé à la lumineuse Claude Jade qui a accepté et s'est investie pleinement dans l'aventure.
Pour son film La León il a reçu en 2007 un Teddy Award à la Berlinale.

## Filmographie
- 1999: Naima, court-métrage
- 2000: Scénarios sur la drogue
- 2001: Retiro, court-métrage
- 2003: Mort à Cherbourg, c.m.
- 2004: Nordeste, assistant réalisateur
- 2007: La León